# Замечательный парламент
Замечательный парламент (англ. Wonderful Parliament) — 14-й парламент Англии, созванный английским королём Ричардом II, проходивший с 1 октября до 28 ноября 1386 года в Вестминстере. Его основной целью было получить денежную субсидию для защиты королевства от возможного вторжения французской армии. Однако вскоре возник конституционный кризис, когда обе палаты потребовали от короля реформировать свою администрацию. В результате, получив ультиматум с угрозой смещения с престола, король был вынужден согласиться на требования оппозиции, сместив непопулярного канцлера Майкла де ла Поля и согласившись на создание совета для надзора над королевским правительством в течение одного года.
Традиционно считается, что именно к Замечательному парламенту восходят последующие конституционные и политические неурядицы, возникавшие во время правления Ричарда II.

## Политическая обстановка

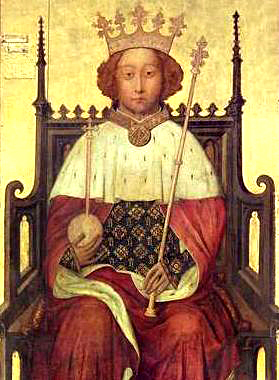
Король Англии Ричард II. Работа неизвестного художника конца XIV века, экспонируемая в Вестминстерском аббатстве

Король Ричард II вступил на английский престол в 1377 году после смерти своего деда, Эдуарда III. После подавления крестьянского восстания 1381 года и брака короля с Анной Чешской многие из тех, кто служил Ричарду II в годы его малолетства (а ранее служили его отцу, Эдуарду Чёрному принцу), покинули двор. По мере взросления он окружал себя людьми по своему выбору. Ближайшее окружение юного короля имело на него огромное влияние, а его покровительство друзьям было щедрым до безумия.
В 1380-е годы у ряда английских аристократов, а также у многих представителей дворянства, представленных в палате общин английского парламента не без оснований зрело недовольство ближайшим окружением Ричарда II, постепенно переросшее во враждебность. Большое влияние на короля имел Роберт де Вер, граф Оксфорд. Но постепенно королевский фаворит становился всё более непопулярным среди английской знати, поскольку королевская благосклонность приносила ему значительные земельные пожалования.
Ведущая роль в управлении Англией принадлежала лорду-канцлеру Майклу де ла Полю, графу Саффолку. Вместе с бывшим наставником Ричарда сэром Саймоном Бёрли он держал в своих руках все нити управления государством, который имел сильное влияние на короля сначала через Джоанну Кентскую, мать Ричарда, а после её смерти — через жену, королеву Анну. Обе женщины доверяли Бёрли, а Ричард относился к своему наставнику с глубоким почтением.
Большое влияние на короля имел и Джон Гонт, дядя короля, однако в 1384 году их отношения испортились. Именно в этот период появились первые признаки растущей напряжённости между Ричардом II и герцогом Глостером. Монах-кармелит Джон Латимер на парламенте в Солсбери обвинил Джона Гонта в измене, заявив, что тот готовит убийство короля. Однако дядя смог оправдаться перед племянником, а группа рыцарей, в том числе и единоутробный брат короля Джон Холланд, устроили самосуд и убили Латимера, что помешало узнать о том, откуда монах получил информацию. По мнению некоторых историков, за сфабрикованными против герцога Ланкастера обвинениями мог стоять Роберт де Вер, который подбивал короля освободиться от опекунов, а убийство позволило это скрыть. Тогда же произошёл первый конфликт короля с другим дядей — Томасом Вудстоком, герцогом Глостером: по словам хрониста Томаса Уолсингема, он ворвался в королевские покои, угрожая убить любого (даже короля), кто предположит, что Гонт является предателем.
На парламенте 1385 года недовольная расточительностью короля палата общин потребовала от короля провести реформы, основной целью которых увеличить доходы короны и снизить расходы, чтобы король мог жить за счёт собственных средств. В итоге на Ричарда II был наложен ряд ограничений. Кроме того, король пообещал провести реформы. По мнению историка Дж. Палмера, именно во время парламента 1385 года начались неприятности и политические неурядицы, которые сопровождали всё последующее царствование Ричарда II. Нежелание короля соблюдать наложенные парламентом ограничения привели к политическому кризису 1386 года, разразившегося во время работы «Замечательного парламента».
Хотя парламент 1385 года сделал всё, чтобы ограничить безумные траты короля, реформы оказались неэффективными и не привели к какому-либо значительному улучшению королевских финансов, в чём позже канцлер обвинил палату общин, более того, в течение следующего года финансовый кризис ещё больше углубился, тем более что Ричард II нашёл способ наложенные на него ограничения обойти: он получил выкуп за Жана де Шатильона, претендента на герцогство Бретань, передав его своему фавориту де Веру. Запрет на субсидии на шерсть был компенсирован введённым королём эмбарго на торговлю шерстью на такой же период; не исключено, что Ричард II получал доход от пошлин на шерсть, продавая лицензии, разрешавшие не соблюдать эмбарго. Кроме того, комиссия из 4 лордов для изучения доходов короны, судя по всему, так и не собиралась, и ответственен за это, вероятно, был король.
На конфликт Ричарда II с палатой общин наложился конфликт короля с английской знатью, прежде всего, с дядей — Томасом Вудстоком, герцогом Глостером, враждебность которого к племяннику постепенно усиливалась. Одной из её причин стал тот факт, что его доходы сильно зависели от королевских рент. Кроме того, он считал, что не получил от короля того вознаграждения, на которое мог рассчитывать по своему положению. Ко всему прочему, центром владений де Вера в Восточной Англии был замок Хедингем, располагавшийся менее чем в 20 милях от замка Плеши, центра владений герцога в Эссексе, поэтому быстрое восхождение де Вера он мог воспринимать как угрозу своему положению в регионе. Враждебность к королю герцога Глостера, возможно, коренилась не только в заботе о своём территориальном богатстве, но и в убеждении, что королевское желание вести с Францией переговоры о мире были ошибочными. Его разделяли и многие другие дворяне, в том числе и Ричард Фицалан, граф Арундел. При этом Джон Гонт больше симпатизировал внешней политике племянника. Возможно, что именно из-за этого пока его брат находился в Англии, Томас не желал участвовать в открытой оппозиции. Но в июле 1386 года Джон Гонт, который, несмотря на уменьшившееся влияние на Ричарда II, продолжал оставаться мощной политической силой, обеспечивающей стабильность в королевстве, отправился в военную экспедицию в Кастилию, после чего, судя по всему, именно герцог Глостер возглавил тех, кто выступал против короля и добивался смещения де Вера и других королевских фаворитов. Особая неприязнь английской знати к королевскому фавориту де Веру усилилась после того, как парламент 1385 года после ожесточённых дебатов подтвердил присвоение титула маркиза Дублина, что поставило его по положению выше всех графов.
Возможно, военная кампания Гонта в Кастилию побудила короля Франции Карла VI начать летом 1386 года подготовку к полномасштабному вторжению в Англию, чтобы побудить Ричарда II подписать мир на французских условиях. Французы собрали самую большую армию, когда-либо подчинявшуюся обеим сторонам во время Столетней войны. Эти приготовления вызвали панику и потребовали расходов на оборону побережья на юго-востоке Англии. Хотя вторжение так и не состоялось, у правительства не было иного выхода, как созвать парламент, чтобы получить достаточно денег для финансирования обороны.
Призывная грамота была выпущена 8 августа 1386 года.

## Парламентская сессия
Сессия была созвана 1 октября 1386 года в Вестминстере. Перед палатой общин выступил лорд-канцлер Майкл де ла Поль, запросив для оплаты защиты от возможного французского вторжения беспрецедентно большую сумму — четырёхкратную субсидию. Однако для того, чтобы её собрать, требовалось повысить налоги, что могло привести к новому восстанию. В результате парламент отказался рассматривать данную субсидию, сформировав делегацию, которая отправилась к королю с жалобой на канцлера, требуя уволить его, а также казначея — Джона Фордема, епископа Дарема. В ответ Ричард II отказался выполнить это требование, заявив, что по запросу парламента «не выгонит даже поварёнка из кухни», покинул парламент и удалился в Элтемский дворец в Кенте. Позже он согласился принять делегацию из 40 рыцарей.
Возможно, что герцог Глостер и ряд его сторонников изначально планировали нападение королевского фаворита на де Вера; однако теперь они решили поддержать инициативу палаты общин по смещению де ла Поля, присоединившись к ней. Тем более что Ричард II совершил ещё один поступок, который озлобил знать, даровав своему фавориту Роберту де Веру титул герцога Ирландии. Присвоение такого титула Томас Вудсток, герцог Глостера, воспринял как принижение своего статуса. В итоге вместо 40 рыцарей к королю явились двое — Томас Вудсток и его друг, Томас Арундел, епископ Илийский, брат Ричарда Фицалана, 11-го графа Арундела, одного из бывших опекунов короля, которого тот терпеть не мог. Хронист Генри Найтонский сообщает, что они напомнили королю об его обязанности посещать парламент, пожаловались на ущерб, который причинили королевству злые королевские советники, позволив им оттолкнуть себя от народа, не желая следовать руководствоваться законом и мудрыми советами лордов. Кроме того, королю было указано, что герцогский титул имеют право носить только члены королевской семьи. Напоследок королю сообщили, что по закону он обязан созывать раз в год парламент и присутствовать на нём. После того как Ричард обвинил дядю в подстрекательстве к мятежу, тот напомнил, что идёт война, и если король не выгонит своих советников, то парламент может его низложить. Подобной угрозы оказалось достаточным, чтобы король отступился. Он согласился прибыть в парламент и уволить де ла Поля. В итоге палата общин применила к канцлеру импичмент, а Томас выступил в качестве одного из судей, назначенных из числа лордов.
В ноябре 1386 года парламент объявил о назначении на 12 месяцев, начиная с 19 ноября, «Большого постоянного совета». Его целью объявлялась реформация системы управления, а также стремление покончить с фаворитами и принять все меры для эффективного противодействия врагам. В состав комиссии было назначено 14 комиссаров. Из них противников короля было только трое: герцог Глостер, епископ Илийский и граф Арундел. Однако у комиссии оказались настолько широкие полномочия (она получала контроль за финансами, а также должна была распоряжаться большой и малой печатями), что король отказался её признать. Более того, он пошёл на открытый конфликт, назначив стюардом королевского двора своего друга Джона Бошана.
Парламент был распущен 28 ноября 1386 года.

## Последствия
Согласно Eulogium historiarum sive temporis, парламент приказал заключить Саффолка в замке Корф, но если это сообщение достоверно, то срок заключения оказался очень коротким. Король смягчил наказание фаворита, и к Рождеству он снова был свободен и присоединился к королю в Виндзоре. В феврале 1387 году Ричард II в сопровождении де ла Поля отправился в поездке по северу Англии. Во время неё он получил правовую помощь от главных судей королевства: верховного судьи королевской скамьи сэра Роберта Тресилиана, верховного судьи общих тяжб сэра Роберта Белкнапа, а также сэра Уильяма Берга, сэра Джона Хоулта и сэра Роджера Фултхорпа. Согласно данному ими совету, любое вторжение в прерогативы монарха было незаконным, а совершившие его могли быть приравнены к изменникам. Все судьи подписали в Ноттингеме королевскую декларацию, хотя позже и утверждали, что сделали это под давлением Ричарда.
Хотя все судьи поклялись держать свой вердикт в тайне, герцог Глостер и граф Арундел о нём узнали и отказались явиться к Ричарду по его вызову. Итогом стало восстание лордов-апеллянтов, которое привело к расправе с королевскими фаворитами во время работы Безжалостного парламента, собравшемся в феврале 1388 года и временному ограничению королевской власти.